# Isothecium alopecuroides
Isothecium alopecuroides là một loài Rêu trong họ Brachytheciaceae. Loài này được (Lam. ex Dubois) Isov. mô tả khoa học đầu tiên năm 1981.

## Hình ảnh

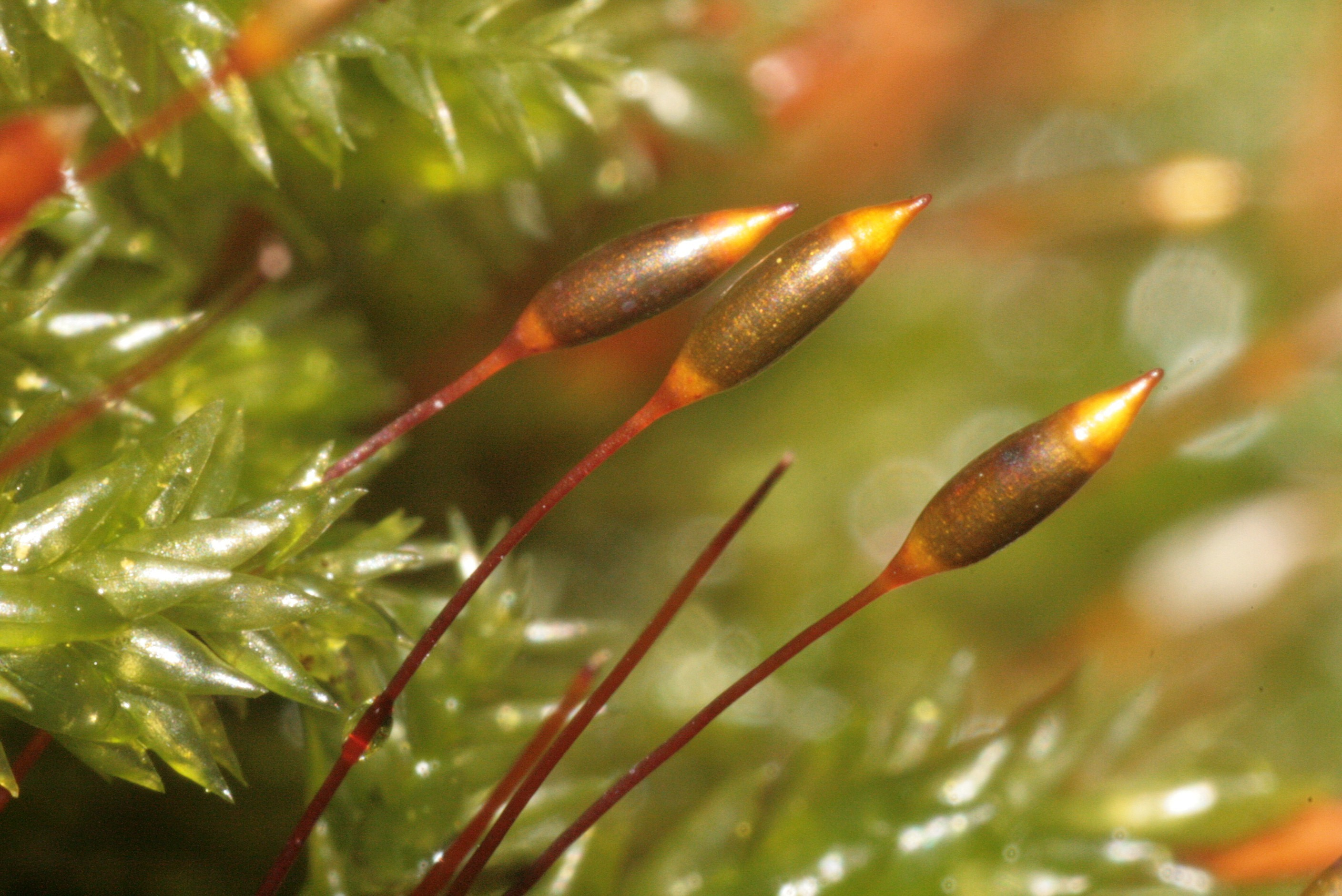
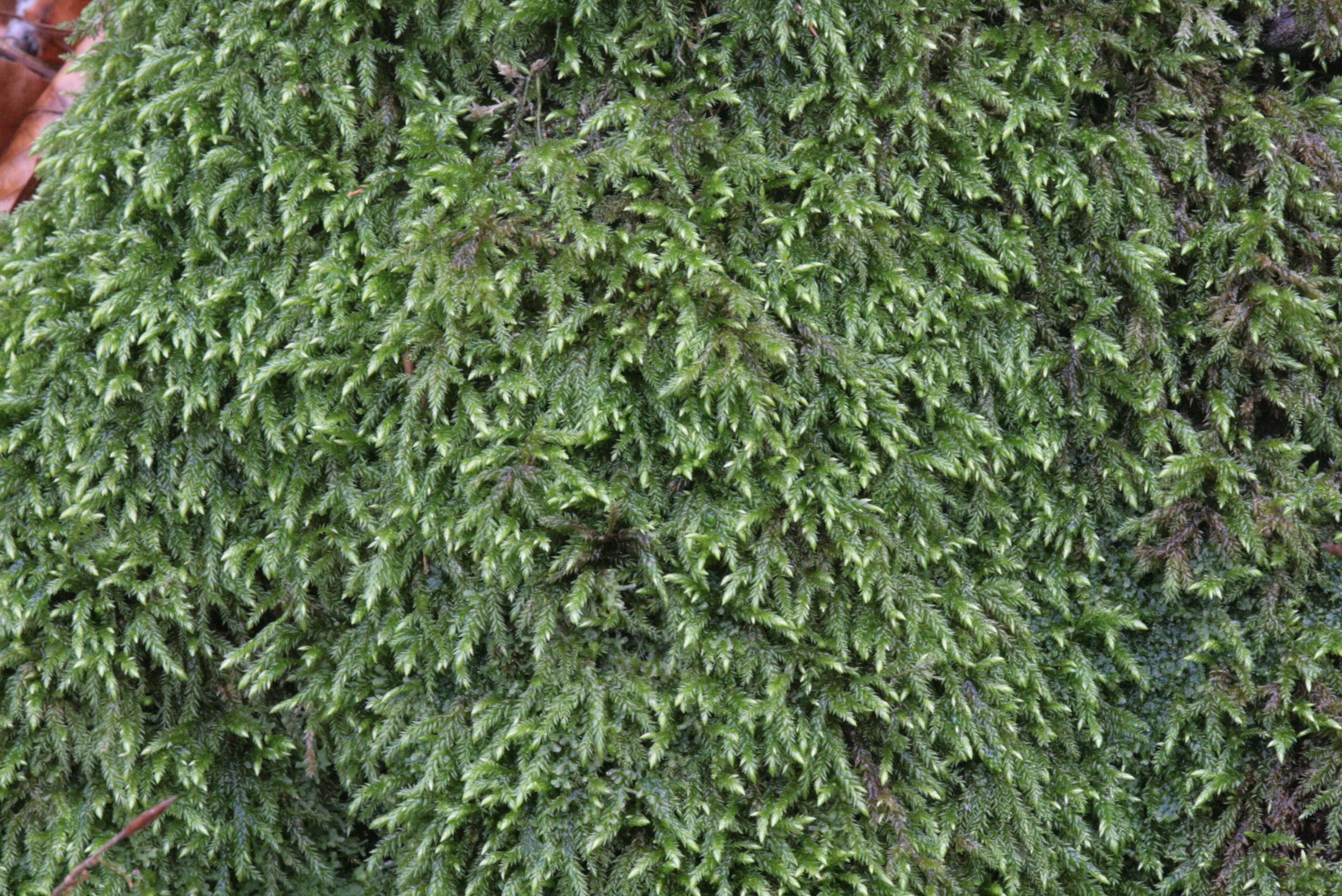
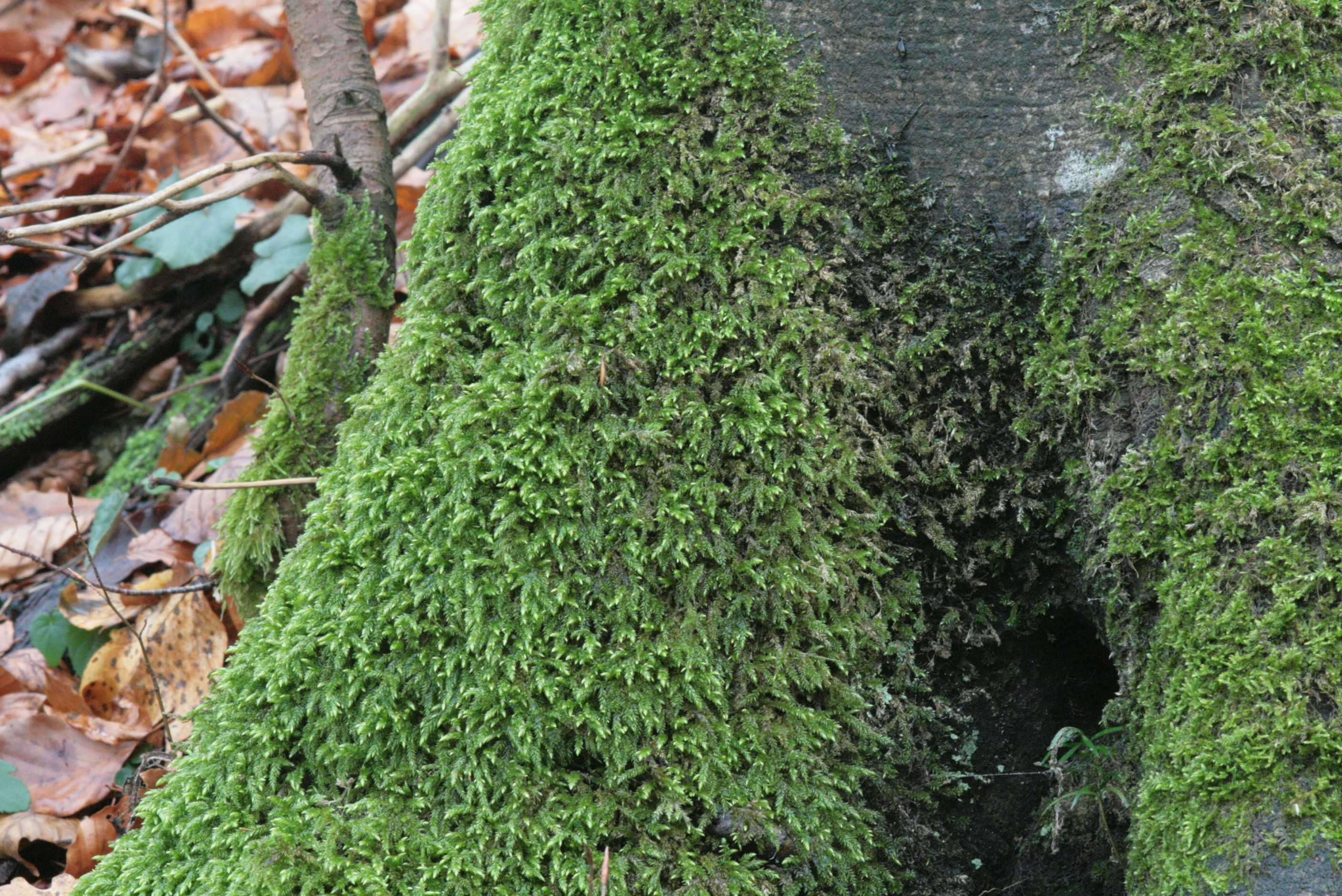
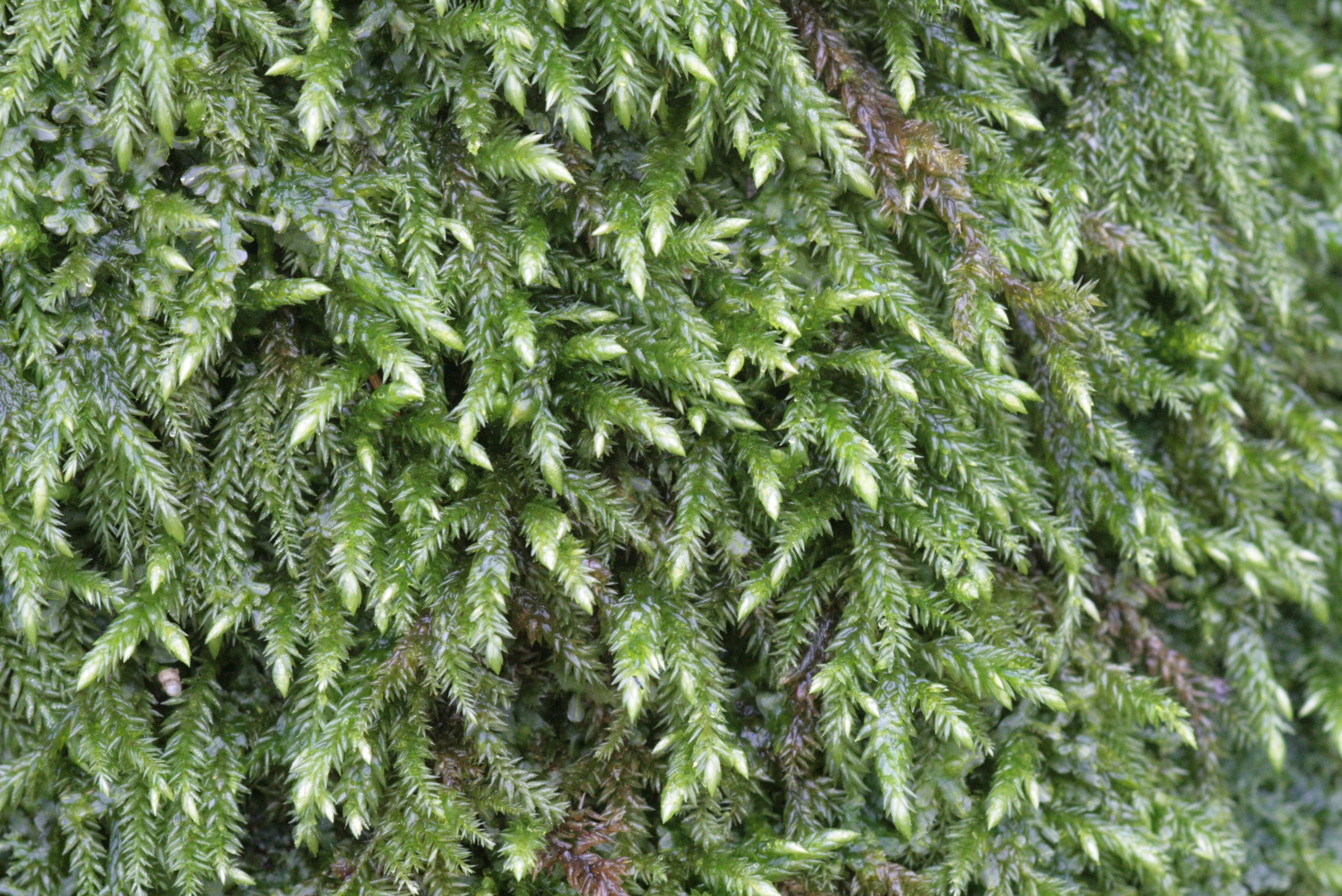